# الدوري الهولندي الممتاز 2010–11
الدوري الهولندي الممتاز لكرة القدم 2010-2011 كان الموسم الخامس والخمسون من الدوري الهولندي منذ تغير اسمها إلى الدوري الهولندي الممتاز عام 1956، وافتتحت الجولة الأولى بها قبل أن تختتم في وشارك في هذا الموسم 18 فريقًا. وفاز بالمسابقة نادي تفينتي انشخيده.
وكان الهداف هو الأوروغواياني لويس سواريز لاعب أياكس أمستردام برصيد 35 هدفاً.

## الفرق المتنافسة
1. أياكس أمستردام (الوصيف)
2. بي اس في أيندهوفن
3. نادي تفينتي (البطل)
4. إن أي سي بريدا
5. نادي هيرينفين
6. فينورد روتردام
7. نادي غرونيننغن
8. إن إي سي نيميغن
9. رودا جي سي
10. نادي أوتريخت
11. إيه زد ألكمار
12. نادي فيتيس أرنيهم
13. نادي إكسلسيور
14. نادي هيراكليز ألميلو
15. فيلم تو تيلبورغ
16. نادي دي غرافشاب
17. في في في فينلو
18. أدو دين هاغ